# Malzuza
Els Malzuza foren un antic poble amazic de la branca dels al-Butr, família de Darisa, que es creu que vivien a Trípoli de Líbia. Estaven emparentats amb els Matghara, Lamaya, Sadina, Kumiya, Madyuna, Maghila, Matmata, Kashana (Kashata) i Duna, tots els quals subsisteixen excepte els dos darrers, a més dels Malzuza
Els Malzuza van ser massacrat pel general abbàssida Yazid ibn Hàtim ibn Qabissa ibn al-Muhal·lab després de la derrota de l'imam ibadita Abu-Hàtim al-Malzuzí el 7 de març de 772.
Es creu que un grup dels Malzuza va subsistir fins al segle x.